# Fundacja EquiLibre
Fundacja EquiLibre – organizacja humanitarna zarejestrowana w 1989 roku przez Janinę Ochojską, Alain Michela, prof. Zbigniewa Chłapa i Bogdanę Pilichowską.
Organizacja wywodzi się z francuskiej organizacji humanitarnej EquiLibre, założonej w 1984 roku w Lyonie przez Alain Michela. Początkowo celem tej organizacji była pomoc polskiemu społeczeństwu poprzez wysyłanie do Polski konwojów. Pomoc EquiLibre przychodziła do Polski w latach 1984–1990. Od 1986 roku organizacja ta zaczęła wysyłać pomoc również do innych krajów (Nigeria, Armenia, Kurdystan, Bośnia, Rumunia i inne). Celem Fundacji było rozdzielanie w Polsce pomocy zagranicznej oraz propagowanie wzorów samopomocy i samoorganizacji społecznej. Polska Equilibre miała nadal za cel pomoc polskiemu społeczeństwu, ale w coraz większej mierze przy pomocy środków pozyskanych w Polsce.
W 1989 roku powstały biura w Krakowie i Toruniu. W 1992 Janina Ochojska założyła biuro w Warszawie, które organizowało konwoje do Bośni. We wrześniu 1993 r. powstało biuro w Łodzi. W grudniu 1994 r. pracownicy biur: warszawskiego, toruńskiego i łódzkiego, postanowili odłączyć się od EquiLibre i zarejestrowali fundację o nazwie Polska Akcja Humanitarna. Decyzja ta została spowodowana chęcią rozszerzenia zakresu działań Fundacji o niesienie pomocy poza Polskę.
Polska EquiLibre, z siedzibą w Krakowie, istnieje nadal i kontynuuje swoją działalność. Jest to organizacja pozarządowa działająca na polu pomocy społecznej na rzecz osób niepełnosprawnych i chorych.